# Bellarmino
Roberto Francesco Remolo Bellarmino, kendt som Robert Bellarmin eller Kardinal Bellarmin (født 4. oktober 1542 i Montepulciano, død 17. september 1621 i Rom) var teolog og medlem af jesuiterordenen. Han var en af det 16. århundredes vigtigste fortalere for den romerske katolicisme og pavens overhøjhed. Han har forfattet talrige dogme-skrifter, som stadig anses som vigtige tekster for den katolske forståelse af den kristne doktrin.
Det var i en polemik mod Bellarmin, at Jesper Rasmussen Brochmand udgav sin Controversiarum sacrarum (1626-1628).
Bellarmin blev i 1599 – mod sin vilje – valgt ind i kardinalkollegiet og udnævnt til biskop af Capua. Samtidig var han også leder af Inkvisitionsdomstolen i Rom. Han er kendt uden for kirkelige kredse for sin rolle i Inkvisitionsdomstolens kætterisag mod dominikanermunken og fritænkeren Giordano Bruno (dømt i 1600) og i den første sag mod videnskabsmanden Galileo Galilei (dømt i 1616).
I 1930 blev Bellarmino helgenkåret af pave Pius 11. og i 1931 ophøjet til kirkelærer. Siden 1923 æres hans legeme i tredje kapel fra højre i kirken Sant' Ignazio i Rom. Hans knogler er samlet med sølvtråde og iklædt kardinaldragt, ansigtet og hænderne er dækket med sølv og kan ses under alteret, som er viet til ham.